# Matthias Brändle
Matthias Brändle (Hohenems, Vorarlberg, 7 de desembre de 1989) fou un ciclista austríac, professional des del 2008 fins al 2022.
En el seu palmarès destaquen sis edicions del Campionat d'Àustria en contrarellotge, el 2009, 2013, 2014, 2016, 2019 i 2020.
El 30 d'octubre de 2014, va batre el rècord de l'hora amb una distància de 51,852 km, setmanes després que Jens Voigt també ho fes. Posteriorment fou batut per Rohan Dennis al 2015.

## Palmarès
- 2007
  - 1r al Trofeu Karlsberg i vencedor d'una etapa
  - 1r a la Volta a l'Alta Àustria i vencedor de 2 etapes
- 2009
  -  Campió d'Àustria en contrarellotge
  -  Campió d'Àustria sub-23 en contrarellotge
- 2010
  - 1r al Gran Premi Raiffeisen
- 2011
  - Vencedor de la classificació per punts al Tour de Romandia
- 2012
  - 1r al Gran Premi de la vila de Zottegem
- 2013
  -  Campió d'Àustria en contrarellotge
  - 1r al Tour del Jura
  - Vencedor de la classificació per punts al Tour de Romandia
- 2014
  -  Campió d'Àustria en contrarellotge
  - 1r al Tour de Berna
  - Vencedor de 2 etapes a la Volta a la Gran Bretanya
- 2015
  - Vencedor d'una etapa al Tour d'Oman
  - Vencedor d'una etapa a la Volta a Bèlgica
- 2016
  -  Campió d'Àustria en ruta
  -  Campió d'Àustria en contrarellotge
- 2017
  - Vencedor d'una etapa a la Volta a Bèlgica
  - Vencedor d'una etapa a la Volta a Dinamarca
- 2018
  -  Campió d'Àustria en contrarellotge
- 2019
  -  Campió d'Àustria en contrarellotge
  - Vencedor d'una etapa a la Volta a Estònia
  - Vencedor d'una etapa a la Volta al llac Taihu
- 2020
  -  Campió d'Àustria en contrarellotge
- 2021
  -  Campió d'Àustria en contrarellotge

### Resultats al Giro d'Itàlia
- 2010. 90è de la classificació general
- 2012. 111è de la classificació general
- 2016. Abandona (14a etapa)
- 2020. 126è de la classificació general
- 2021. 130è de la classificació general
- 2022. 147è de la classificació general

### Resultats a la Volta a Espanya
- 2011. 155è de la classificació general
- 2018. 158è de la classificació general

### Resultats al Tour de França
- 2015. 156è de la classificació general